# Fort of Apocalypse
Fort of Apocalypse (jap. アポカリプスの砦, Apocalypse no Toride) ist eine Mangaserie von Yū Kuraishi und Kazu Inabe, die von 2011 bis 2015 in Japan erschien. Das Werk ist in die Genres Shōnen und Horror einzuordnen.

## Inhalt
Der Schüler Yoshiaki Maeda wird für einen Mord verurteilt, den er nicht begangen hat. Niemand glaubt ihm, dass er zufällig am Tatort war und als einziger den Täter gesehen hat. Also wird er in eine Haftanstalt für Jugendliche gebracht, die Shoran-Gakuen. Dort bildet er mit dem unscheinbaren Masafumi Yoshioka, dem muskulösen Go Iwakura und Mitsuro Yamanoi, genannt Neumann, eine Zellengemeinschaft. Yoshiaki bemerkt schnell, wie die anderen drei füreinander einstehen. Aber bald darauf kommt es zu einem Vorfall im Hof: Ein Gefangenentransporter verunglückt. Als Wächter sich um die Verletzten kümmern wollen, werden sie angegriffen und gebissen. Tote scheinen wieder zum Leben zu erwachen und in der Anstalt bricht nach und nach Chaos aus. Die Gruppe der Vier bemerkt, dass auch die Stadt in der Ferne brennt und will Maeda zu seiner Familie bringen. Sie brechen aus, nur um festzustellen, dass um sie herum die Zombie-Apokalypse ausgebrochen ist.

## Veröffentlichung
Die Serie erschien von September 2011 bis November 2015 im Magazin Gekkan Shōnen Rival des Verlags Kodansha. Dieser brachte die Kapitel auch in zehn Sammelbänden heraus. Eine deutsche Übersetzung erschien von November 2016 bis Mai 2018 bei Egmont Manga in einer Übersetzung von Burkhard Höfler. Eine englische Fassung kam online auf der Plattform Crunchyroll heraus. Außerdem erschien der Manga auf Französisch bei Pika Édition, Spanisch bei Editorial Ivréa, Italienisch bei Planet Manga und auf Chinesisch bei Tong Li Publishing.

## Rezeption
Bei Anime News Network bezeichnet Jason Thompson als einen als Shōnen-Manga aufgezogenen Zombie-Blockbuster. Die typischen Shōnen-Merkmale und Rollenverteilungen seien recht leicht zu erkennen, aber die epische Geschichte sei solide und spannend sowie die Action passend inszeniert. Entsprechend zählt er Fort of Apocalypse zu den zehn besten Zombie-Mangas.